# Denver City, Texas
Denver City là một thị trấn thuộc quận Yoakum, tiểu bang Texas, Hoa Kỳ. Năm 2010, dân số của thị trấn này là 4479 người.

## Dân số
- Dân số năm 2000: 3985 người.
- Dân số năm 2010: 4479 người.